# Aizpute

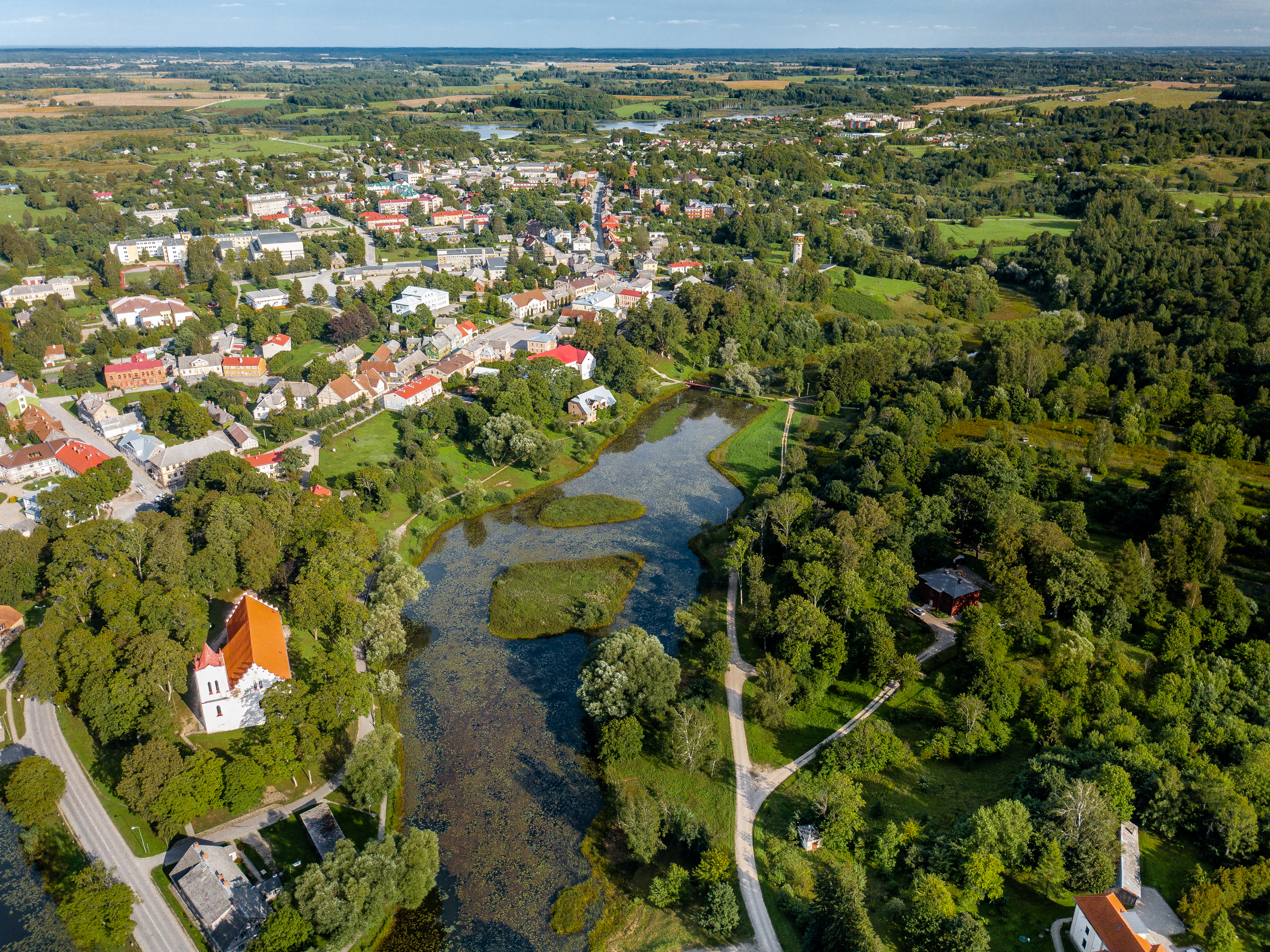
Blick auf Aizpute

Aizpute (Hasenpot, Hasenpoth, russisch Айзпуте) ist eine Stadt an der Tebra (Tebber) in der historischen Landschaft Bandava (Bandowe) im Bezirk Dienvidkurzeme (Südkurland) der Region Kurzeme (Kurland) in Lettland. Im Jahr 2022 zählte Aizpute 3.924 Einwohner.

## Geschichte
Aizpute wird erstmals im 13. Jahrhundert urkundlich erwähnt. 1248 ließ Dietrich von Grüningen, der Landmeister in Livland des Deutschen Ordens, die Ordensburg Hasenpoth bauen. 1253 wurde das Weichbild der jungen Siedlung geteilt, und zwar in einen dem Orden gehörenden Anteil, Ordens-Hasenpoth genannt, und in einen bischöflichen Anteil, Bischofs-Hasenpoth genannt. So wurde die aufblühende Stadt zum Sitz sowohl von Ordensrittern der Komturei Goldingen als auch des kurländischen Domkapitels. Zudem gab es in Hasenpoth ein Kloster der Franziskanerinnen, das der hl. Klara geweiht war. Es wurde 1484 gegründet, 1523 durch ein Feuer schwer beschädigt und um 1559 aufgelöst. Eine weitere Burg ist die – abgegangene – Bischofsburg Hasenpoth.
Der Reichtum ging zurück, als der Hafen der Stadt nach dem Nordischen Krieg geschlossen wurde und die nahe gelegene Stadt Liepāja (dt.: Libau) die Rolle als bedeutendes Handelszentrum an der Ostseeküste übernahm. Die Stadt gehörte ab 1795 zum Russischen Kaiserreich und war Kreisstadt im Gouvernement Kurland. Während der Russischen Revolution 1905 fand hier ein größeres Gefecht statt.
2009 vereinigte sich die Stadt mit fünf umliegenden Gemeinden zum Bezirk Aizpute mit 10.368 Einwohnern, der 2021 im Bezirk Dienvidkurzeme aufging.

## Wirtschaft
In der ehemaligen 1890 gegründeten Kartonagenfabrik Lindenberg befindet sich seit 1960 ein Metall verarbeitender Betrieb. Das Fabrikgebäude wurde Ende des 19. Jahrhunderts errichtet.

## Sehenswürdigkeiten
- Ruinen der Ordensburg Hasenpoth
- St. Johanniskirche, die älteste erhaltene Kirche Kurlands
- Kirche der 7-Tags-Adventisten, ehemals orthodoxe Kirche
- Baptistenkirche, erbaut 1938/1939
- Ehemalige Synagoge, erbaut im 18. Jahrhundert, im 19. Jahrhundert erweitert, jetzt Kulturhaus
- Wassermühle (unweit der Johanniskirche)
- Schloss Katzdangen (lett. Kazdanga, östlich von Aizpute)

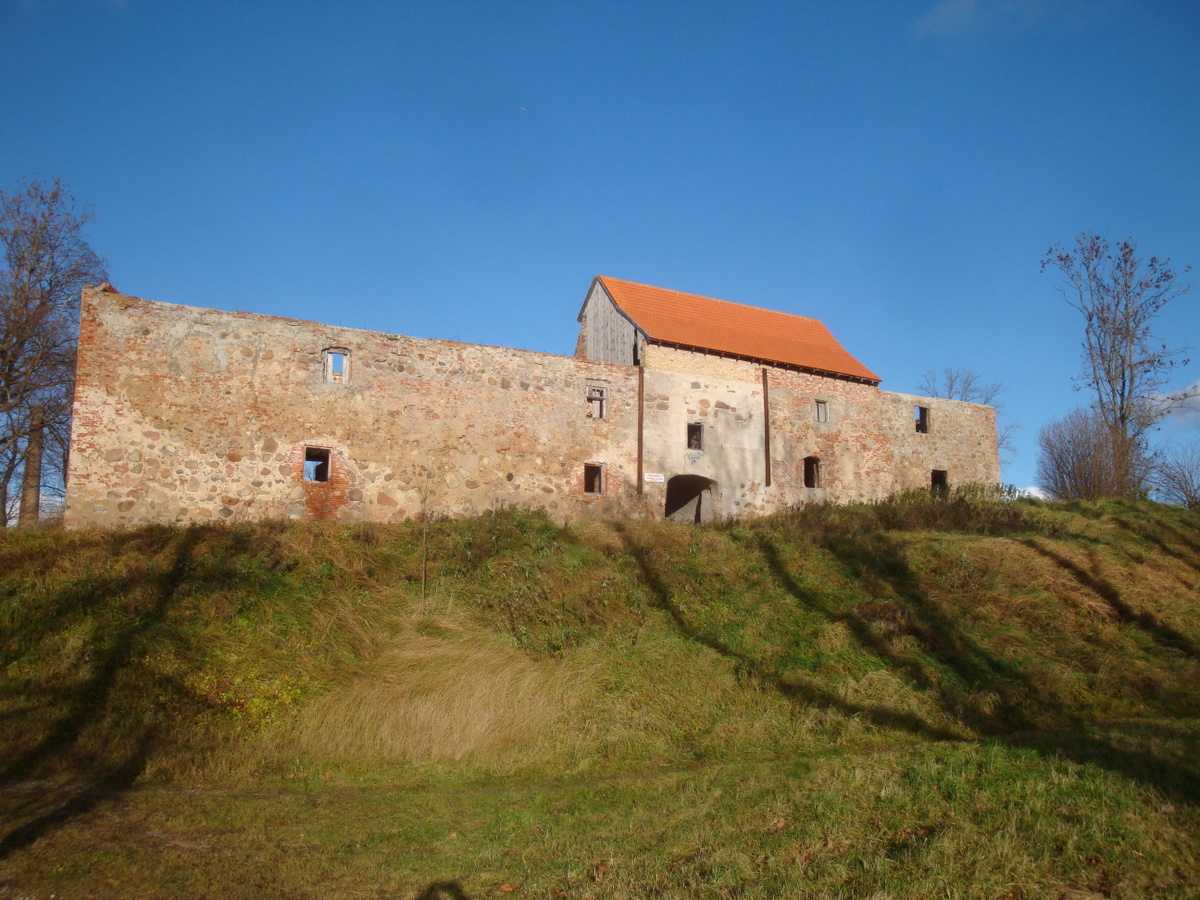
Ruine der Ordensburg Hasenpoth
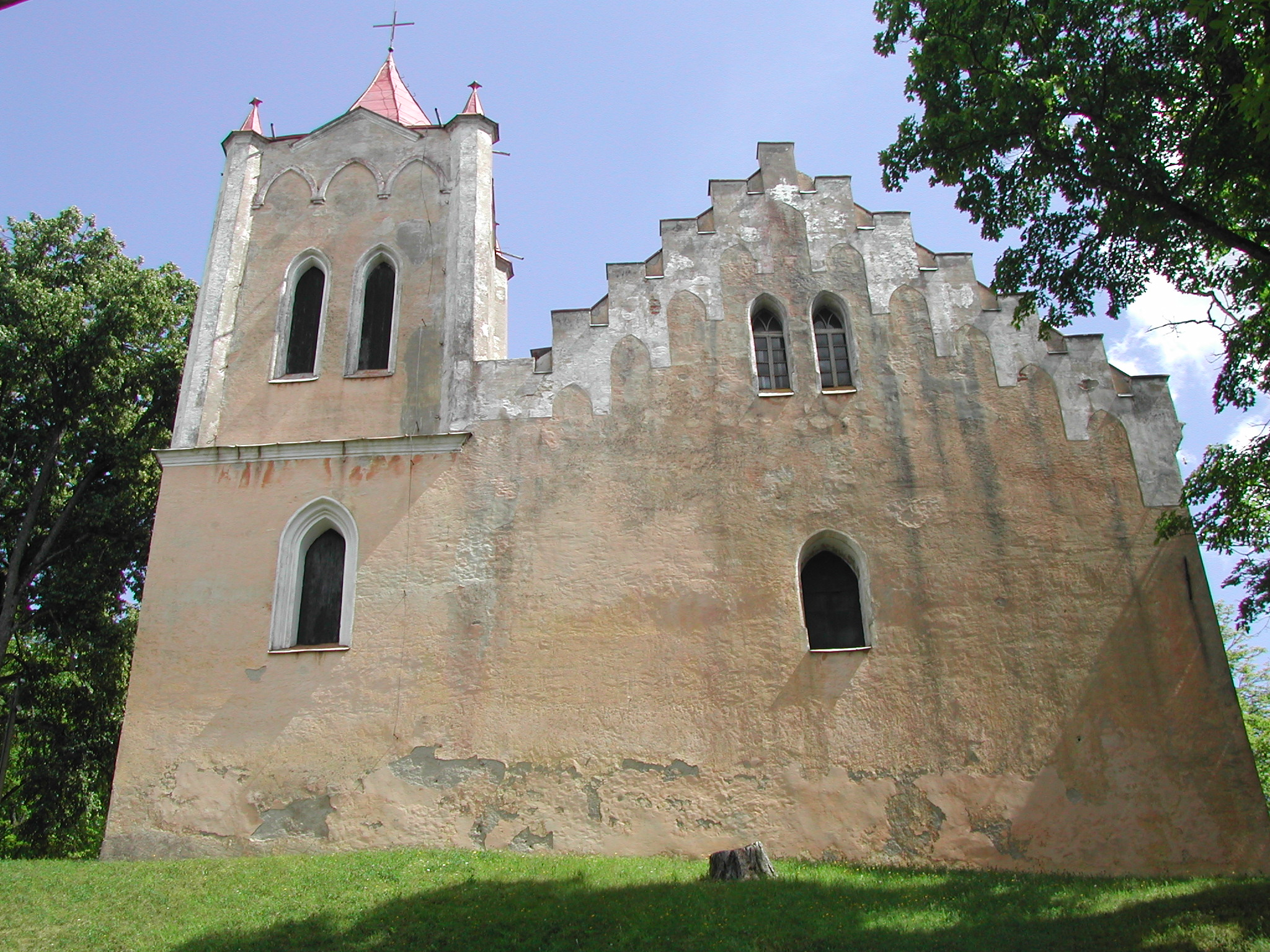
Lutherische St.-Johannis-Kirche in Aizpute
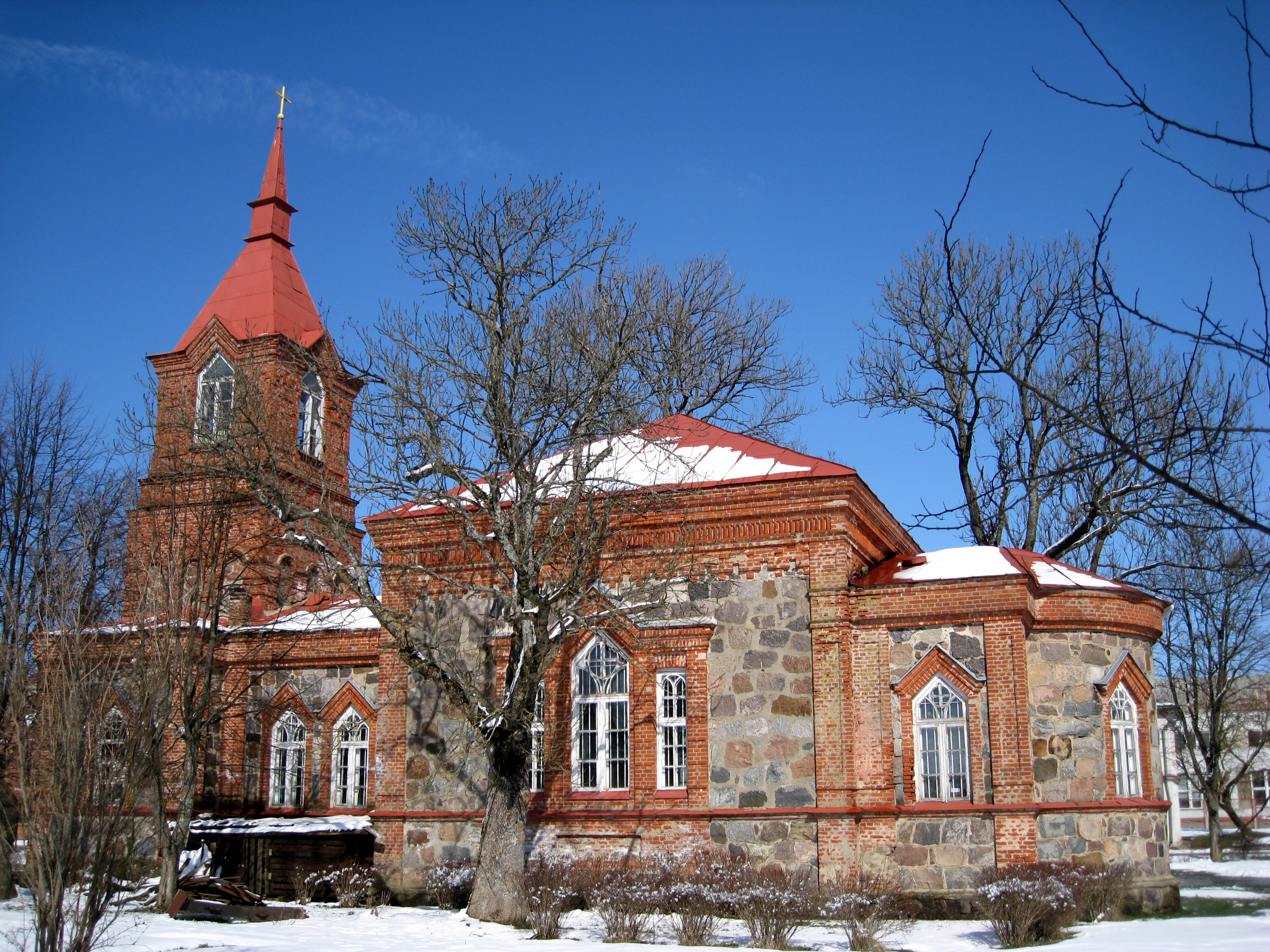
Kirche der 7-Tags-Adventisten
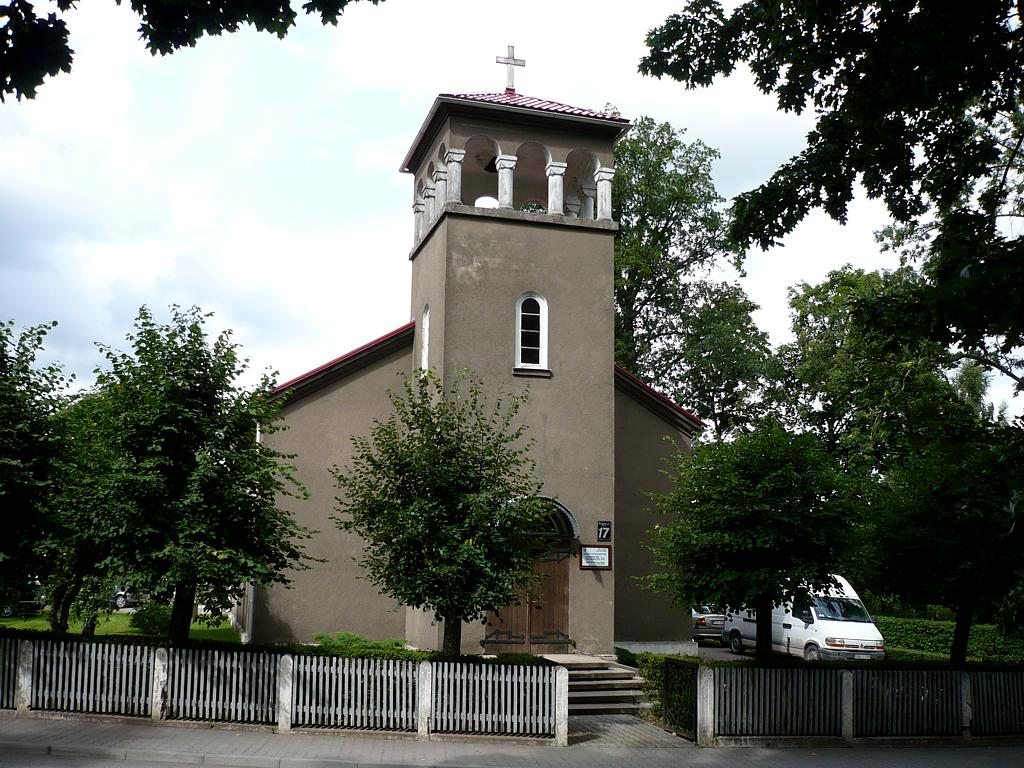
Baptistenkirche
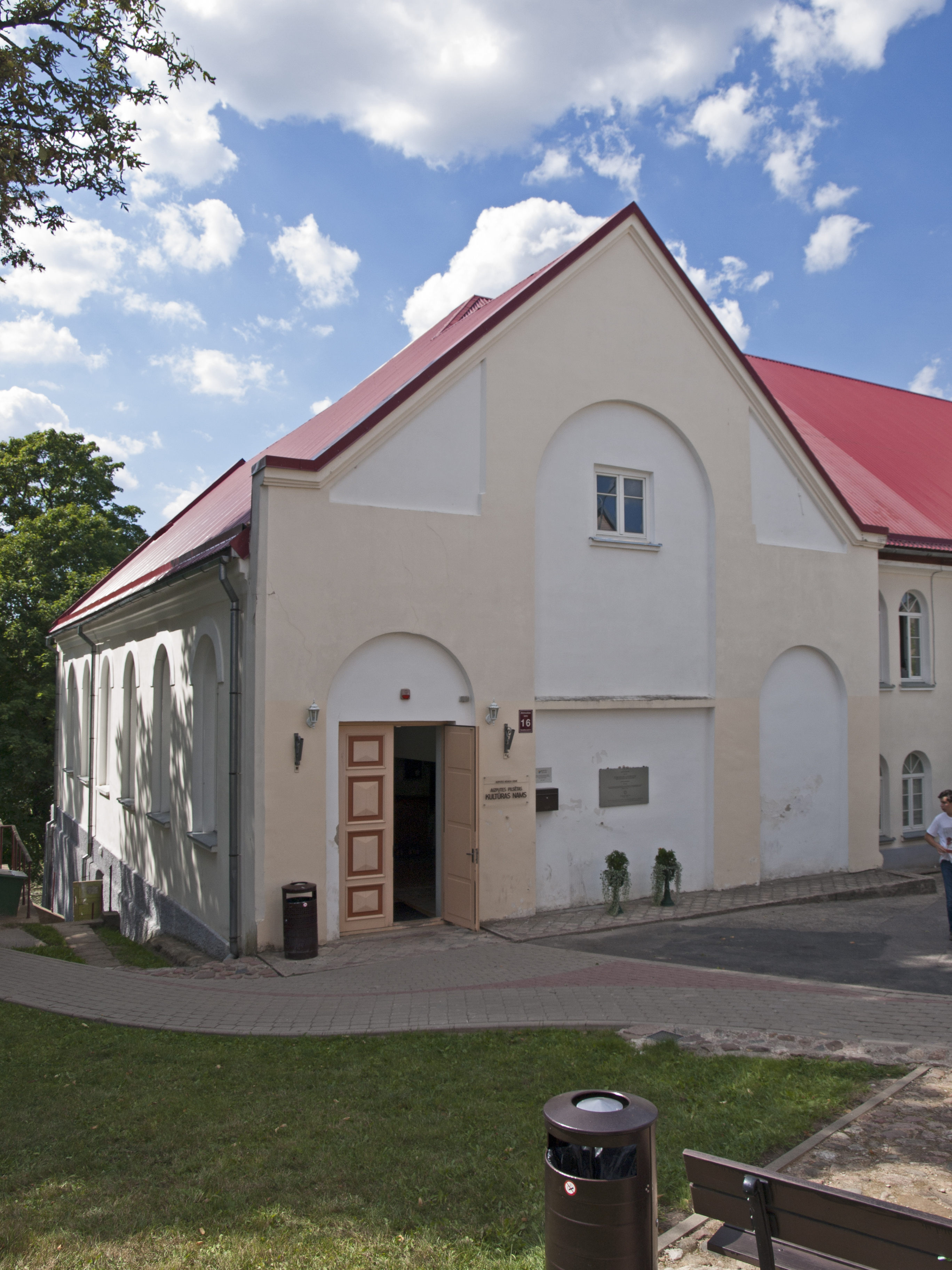
Ehemalige Synagoge, jetzt Kulturhaus
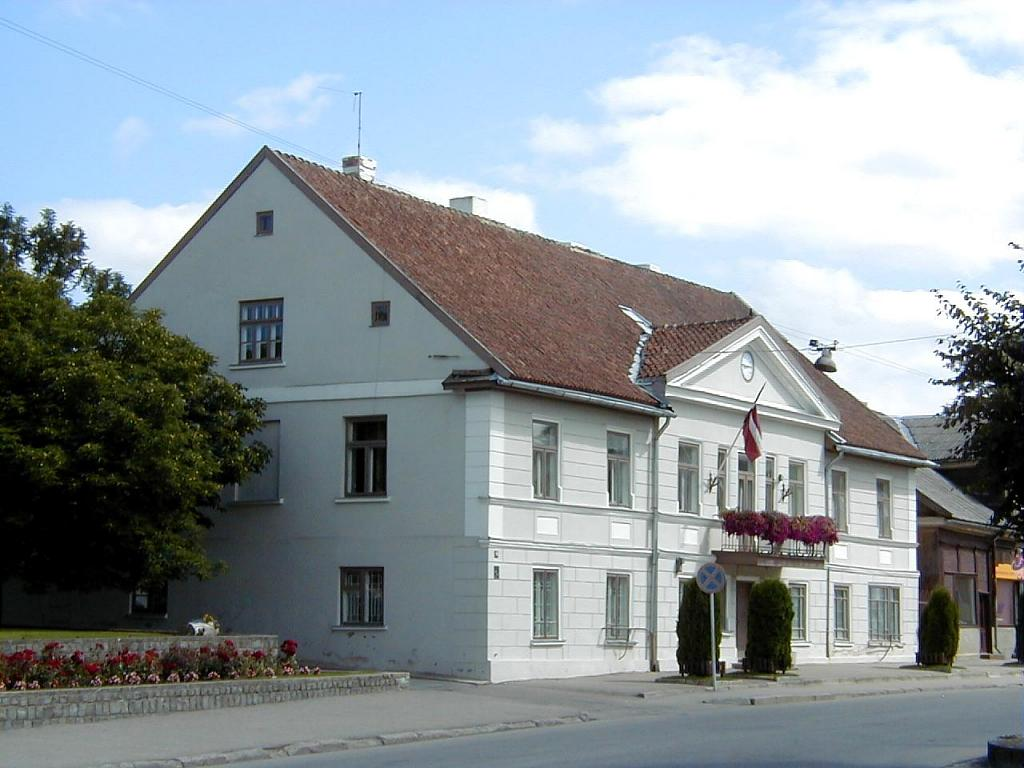
Ehemaliges Gebäude des Stadtrats von Aizpute, jetzt Kunstschule
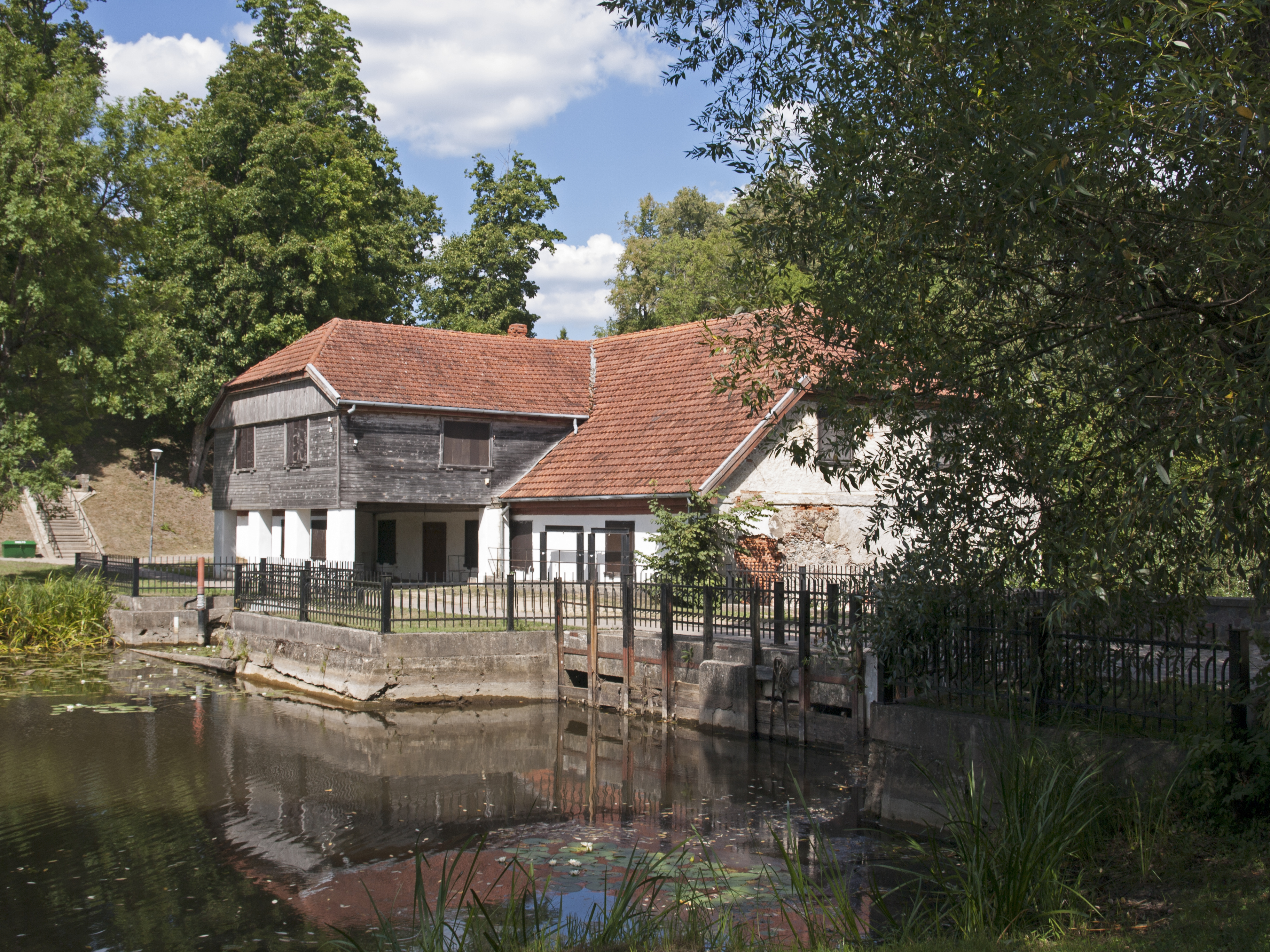
Wassermühle in Aizpute
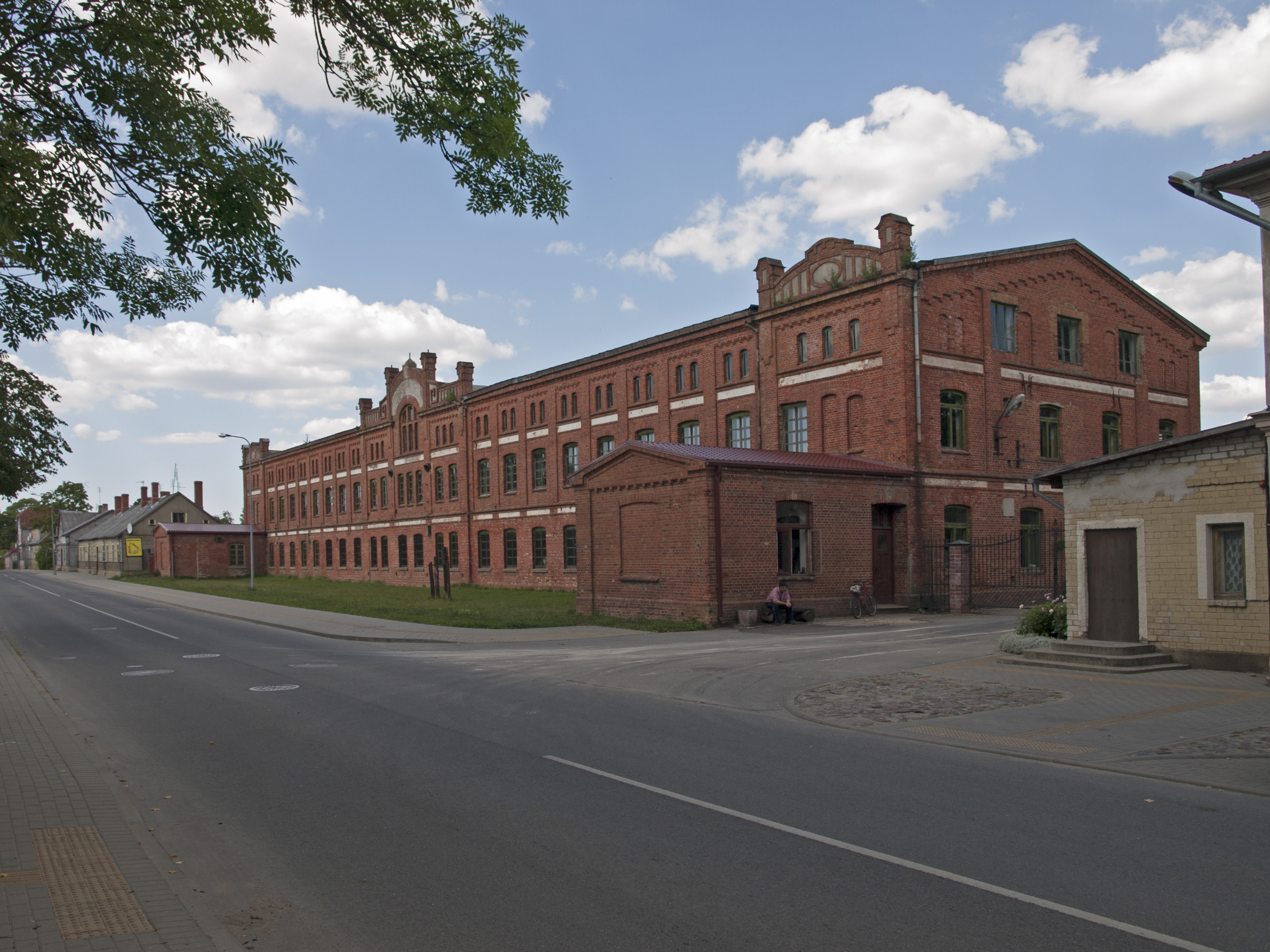
Ehemalige Kartonagenfabrik
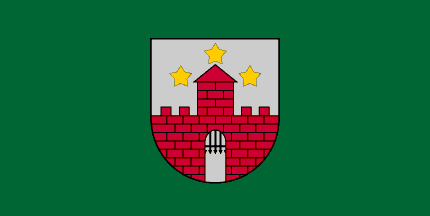
Flagge von Aizpute

## Persönlichkeiten

### Söhne und Töchter der Stadt
Nach Geburtsjahr geordnet
- Heinrich Blumenthal (1804–1881), Arzt und Pädagoge
- Leon Gustav Wilhelm von Buchholtz (1838–1911), Gutsherr und Politiker
- Paul von Bienenstamm (1843–1911), Finanzbeamter, Kollegienrat
- Oskar Lieven (1852–1912), Chemiker und Unternehmer
- Eduard von Keyserling (1855–1918), deutscher Schriftsteller und Dramatiker des Impressionismus, wurde auf Schloss Tels-Paddern, heute Schule Kalvene (dt.: Kalwen) südlich von Aizpute, geboren
- Martha von Grot (1867–1962), deutsch-baltische Reformpädagogin
- Theodor von Hahn (1880–1949), Konsul
- Tatjana Barbakoff (1899–1944), deutsche Tänzerin
- Anna Dagda (1915–1996), Sängerin
- Alfreds Dombrovskis (1923–2000), Schachmeister
- Ivars Silārs (1938–2019), Arzt, Politiker und Chronist
- Aivars Jerumanis (* 1938), Politiker
- Jānis Kalnmalis (* 1939), lettischer Maler
- Tālivaldis Deksnis (1946–2018), lettischer Organist
- Pēteris Vasks (* 1946), lettischer Komponist
- Ingrīda Circene (* 1956), Politikerin, lettische Gesundheitsministerin (2003–2004 und 2011–2014)
- Oskars Spurdziņš (* 1963), Politiker, lettischer Finanzminister (2004–2007)
- Mareks Segliņš (* 1970), Politiker, lettischer Innenminister (1999–2002, 2007–2009) und Justizminister (2009–2010)
- Māris Vītols (* 1972), Politiker, lettischer Minister für Erziehung und Wissenschaft (1999–2000)
- Anton Konstantinowitsch Sabolotny (* 1991), russischer Fußballspieler

### Mit Aizpute verbundene Persönlichkeiten
Nach Geburtsjahr geordnet
- Johann Heinrich Blumenthal (1734–1804), deutsch-baltischer Mediziner und evangelischer Theologe
- Isaschar Falkensohn Behr (1746–1817), jüdischer Arzt und Lyriker, lebte in Hasenpoth
- Ulrich von Schlippenbach (1774–1826), Landrat des Kreises Pilten mit Sitz in Aizpute
- Ernst Jacob Seraphim (1795–1850), oberster Jurist in Bezirk Aizpute (1821–1850)[5]
- Harro von Hirschheydt (1925–2017), deutsch-baltischer Verleger
- Mārtiņš Freimanis (1977–2011), lettischer Musiker, Schauspieler und Sänger, in Aizpute aufgewachsen

## Städtepartnerschaft
- Schwerzenbach, Schweiz (seit 1991)[6]
- Karlskrona, Schweden[7]